# Глогино
Глогино (болг. Глогино) — село в Болгарии. Находится в Смолянской области, входит в общину Баните. Население составляет 95 человек.

## Политическая ситуация
Глогино подчиняется непосредственно общине и не имеет своего кмета.
Кмет (мэр) общины Баните — Райчо Стоянов Данаилов (инициативный комитет) по результатам выборов.